# The Brooklyner
The Brooklyner of 111 Lawrence Street is een wolkenkrabber in het New Yorkse stadsdeel Brooklyn. Het gebouw is gebouwd door de Clarett Group en ontworpen door GKV Architects. The Brooklyner was van zijn opening tot 2014 het hoogste gebouw van Brooklyn en telt 491 appartementen. Het gebouw heeft een hoogte van 157 meter en heeft 51 verdiepingen. Het werd als hoogste gebouw van Brooklyn opgevolgd door 388 Bridge Street.